# NGC 333
NGC 333 è una galassia lenticolare situata nella costellazione della Balena a una distanza di circa 755 milioni di anni luce dal Sistema solare.
Fu scoperta nel 1877 da Wilhelm Tempel.
Ha una galassia compagna, denominata PGC 3073571, alla quale si presume sia accoppiata fisicamente.